# فلوکسیس
فلوکسیس (انگلیسی: Fluxys) شرکت توزیع گاز بلژیکی است، که در سال ۱۹۹۰ تأسیس شد.